# Ilaria Fontana
Ilaria Fontana (Alatri, 26 giugno 1984) è una politica italiana.
Dal 1º marzo 2021 al 22 ottobre 2022 è stata sottosegretaria di Stato al Ministero dell'ambiente nel governo Draghi.

## Biografia
Attivista del Movimento 5 Stelle fin dalla sua fondazione, alle elezioni comunali del 2012 è candidata consigliere comunale di Frosinone, ma non è eletta.
Alle elezioni regionali nel Lazio del 2013 è candidata a consigliere regionale per la provincia di Frosinone nelle liste del M5S, ottenendo 2.615 preferenze e non risultando eletta.
Alle elezioni politiche del 2018 viene eletta alla Camera dei Deputati nel collegio uninominale di Cassino per il Movimento 5 Stelle, ottenendo il 37,81% e superando di misura Mario Abbruzzese del centrodestra (37,68%) e Gianrico Ranaldi del centrosinistra (18,57%). Durante la XVIII Legislatura ha fatto parte della Commissione Ambiente.
Il 24 febbraio 2021 viene nominata Sottosegretaria al Ministero dell'ambiente e della tutela del territorio e del mare nel nuovo Governo Draghi.
Alle elezioni politiche del 2022 viene ricandidata alla Camera per il Movimento 5 Stelle nel collegio uninominale Lazio 2 - 04 (Frosinone), dove ottiene il 16,61% ed è superata da Massimo Ruspandini del centrodestra (54,54%) e da Andrea Turriziani del centrosinistra (18,47%), e da capolista nel collegio plurinominale Lazio 2 - 02, dove risulta invece eletta.